# Sauget
Sauget és una vila dels Estats Units a l'estat d'Illinois. Segons el cens del 2000 tenia 249 habitants.

## Demografia
Segons el cens del 2000, Sauget tenia 249 habitants, 101 habitatges, i 61 famílies. La densitat de població era de 23,3 habitants/km².
Dels 101 habitatges en un 27,7% hi vivien nens de menys de 18 anys, en un 36,6% hi vivien parelles casades, en un 21,8% dones solteres, i en un 39,6% no eren unitats familiars. En el 30,7% dels habitatges hi vivien persones soles el 10,9% de les quals corresponia a persones de 65 anys o més que vivien soles. El nombre mitjà de persones vivint en cada habitatge era de 2,47 i el nombre mitjà de persones que vivien en cada família era de 3,05.
Per edats la població es repartia de la següent manera: un 23,7% tenia menys de 18 anys, un 10% entre 18 i 24, un 32,5% entre 25 i 44, un 22,9% de 45 a 60 i un 10,8% 65 anys o més.
L'edat mediana era de 36 anys. Per cada 100 dones de 18 o més anys hi havia 84,5 homes.
La renda mediana per habitatge era de 35.833 $ i la renda mediana per família de 41.875 $. Els homes tenien una renda mediana de 40.833 $ mentre que les dones 25.714 $. La renda per capita de la població era de 19.330 $. Aproximadament el 20% de les famílies i el 17,3% de la població estaven per davall del llindar de pobresa.

## Poblacions properes
El següent diagrama mostra les poblacions més properes.